# Telemax

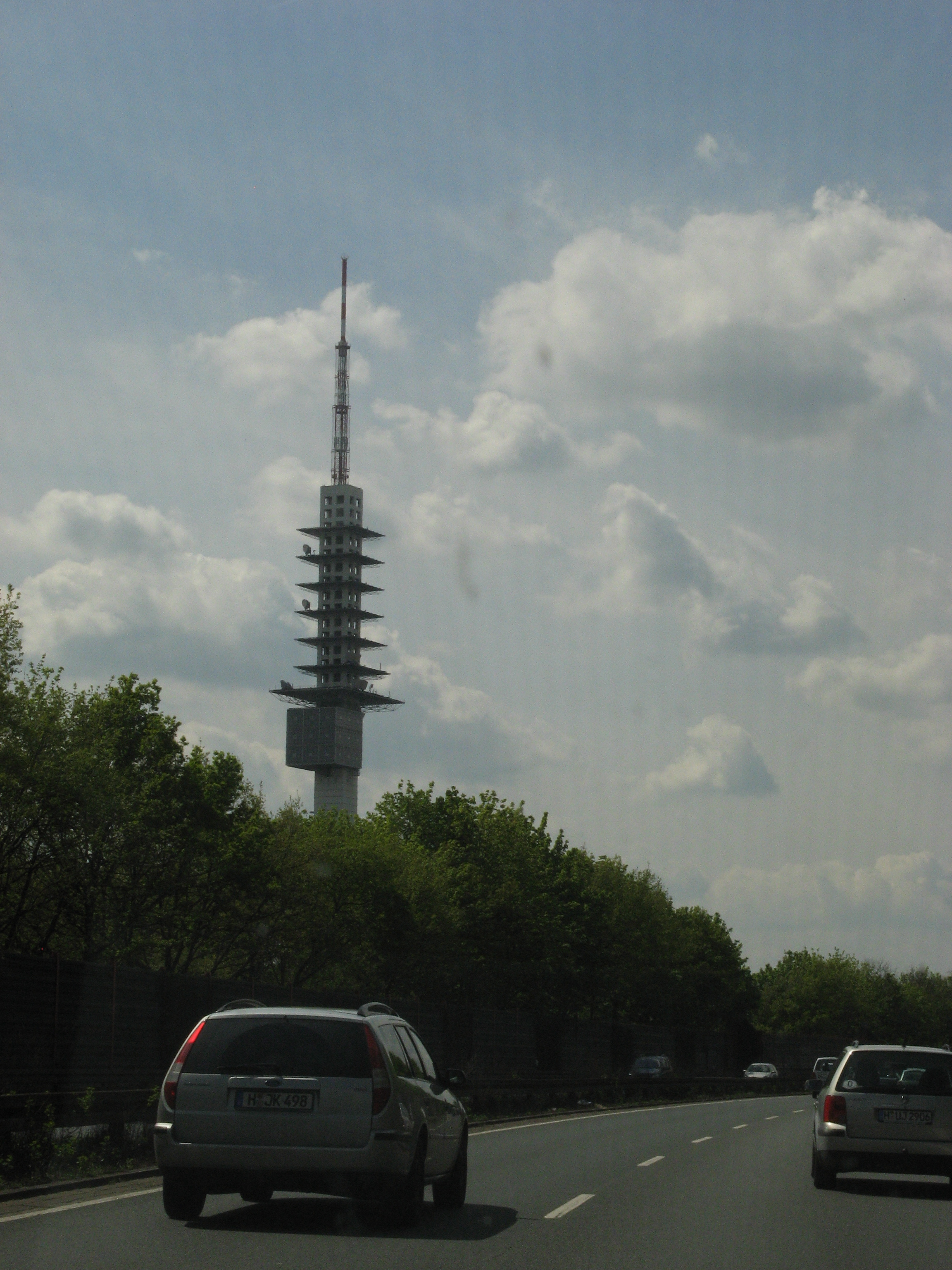
Telemax

Telemax är ett telekommunikationstorn i Hannover.
Tornet byggdes mellan 1989 och 1992 med en huvudhöjd av 200 meter med mastarrangemang ovanpå på ytterligare 60 meter som ger en totalhöjd på 277,2 meter. 
Konstruktörer är Dissing+Weitling som ritade detta fyrkantiga torn, vars stomme är 10,4 x 10,4 meter. På ungefär halva tornets höjd vid ca 125 meters höjd i en asymmetrisk position hänger en stor fyrkantig kub som mäter 20 x 20 x 20 meter. 